# Toro y Moi
Chazwick Bradley Bundick, é um músico e produtor americano. Sua música tomou muitas formas desde que ele começou a gravar, mas ele é normalmente identificado com o crescimento do movimento chillwave em 2010 e 2011.  Seu nome artístico é uma expressão multilíngue, que consiste das palavras espanholas toro e y (que significam "touro" e "e", respectivamente), e da palavra francesa moi (que significa "eu").

## Discografia

### Álbuns de estúdio
- Causers of This (2010)
- Underneath the Pine (2011)
- Anything in Return (2013)
- What For? (2015)
- Boo Boo (2018)
- Outer Space (2019)
- MAHAL (2022)

### Ao vivo
Live from Trona (2016)

### Compilações
- June 2009 (2012)

### EPs
- Body Angles (2009)
- Freaking Out (2011)

### Singles
- Blessa/109 (2009)
- Left Alone at Night (2009)
- Leave Everywhere (2010)
- I Will Talk to You/For No Reason (2010)
- Sides of Chaz (2010)
- So Many Details (2012)
- Say That (2013)
- Lyin (Pt.1-4)/Would Be (2013)
- Campo/Outside With you (2013)
- Omaha (2017)
- Girl Like You (2017)
- You and I (2017)
- Freelance (2019)
- Ordinary Pleasure (2019)
- The Difference (2020)
- The Difference (Extended) (2020)
- Ordinary Guy (feat. The Mattson 2) (2020)
- Postman/Magazine (2022)
- The Loop (2022)
- Déjà Vu (2022)

### Álbuns demo
- Woodlands (2007)
- My Touch (2009)

### Remixes
| Título                               | Ano  | Artista(s)                         |
| ------------------------------------ | ---- | ---------------------------------- |
| "Feel It All Around"                 | 2009 | Washed Out                         |
| "Repeated"                           | 2009 | The Longcut                        |
| "At a Glance"                        | 2010 | Body Language                      |
| "Alligator"                          | 2010 | Tegan and Sara                     |
| "Fire Escape"                        | 2010 | Fanfarlo                           |
| "Deadbeat Summer"                    | 2010 | Neon Indian                        |
| "French"                             | 2011 | Tyler, The Creator com Hodgy Beats |
| "Blink and You'll Miss a Revolution" | 2011 | Cut Copy                           |
| "You & Me"                           | 2013 | Disclosure com Eliza Doolittle     |
| "My Man"                             | 2013 | Billie Holiday                     |

### Mixtapes
- Guest Mix for Andrew Meza's BTS Radio (2012)
- Soul Trash (2019)